# Sphagnum subditivum
Sphagnum subditivum är en bladmossart som beskrevs av H. Crum 1997. Sphagnum subditivum ingår i släktet vitmossor, och familjen Sphagnaceae. Inga underarter finns listade i Catalogue of Life.